# Рейзен, Абрам Калманович
Абра́м Ка́лманович Ре́йзен (идиш אַבֿרהם רײזען‎ — Авро́м Ре́йзен; 1876—1953) — еврейский прозаик, поэт, драматург. Писал на идише.

## Биография
Получил традиционное еврейское образование, стихи начал писать с 9 лет. Его юношеские литературные опыты были замечены классиками И.-Л. Перецем и Шолом-Алейхемом. В 1911 эмигрировал в США, публиковал свои произведения в журнале «Ди цукунфт» и газете «Форвертс». В 1928 году побывал в СССР, заехал в Харьков. В конце 1920-х годов и в 1930-х годах в СССР вышло несколько его книг на идише и в русском переводе.

## Творчество
Уже к 1929 собрание сочинений А. К. Рейзена насчитывало 24 тома. На его стихи еврейские композиторы писали музыку, и многие из этих произведений стали народными песнями. Издательство «Книжники» в 2022 году выпустило сборник рассказов А. К. Рейзена под названием «Такие люди были раньше»: эта книга стала возвращением писателя к русскоязычному читателю спустя почти 90 лет.

## Книги
Авром Рейзен. Такие люди были раньше. Пер. с идиша И. Некрасова. М.: Книжники, 2022. — 464 с.